# Sibylla Fugger

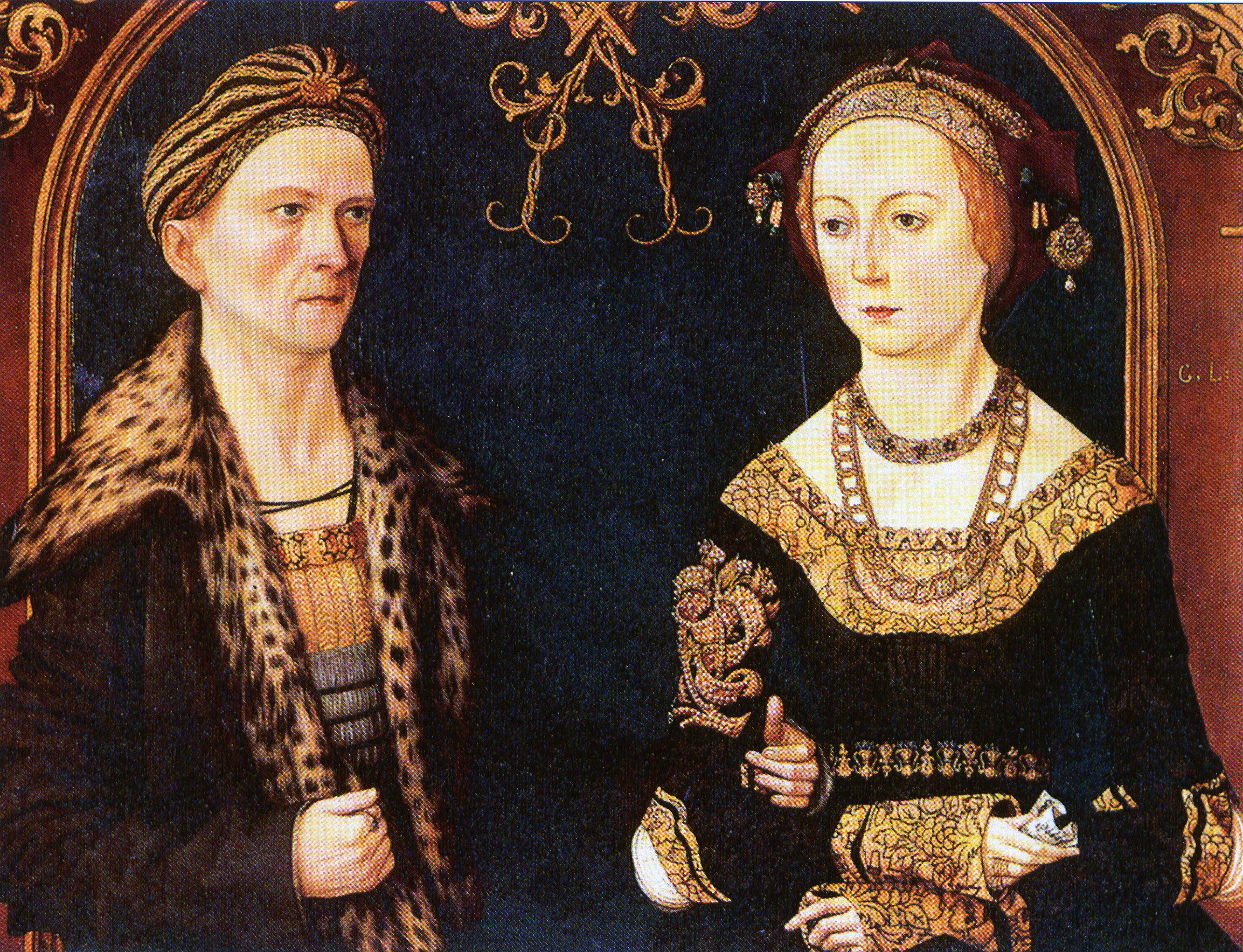
Jakob und Sibylla Fugger (Hochzeitsbildnis)

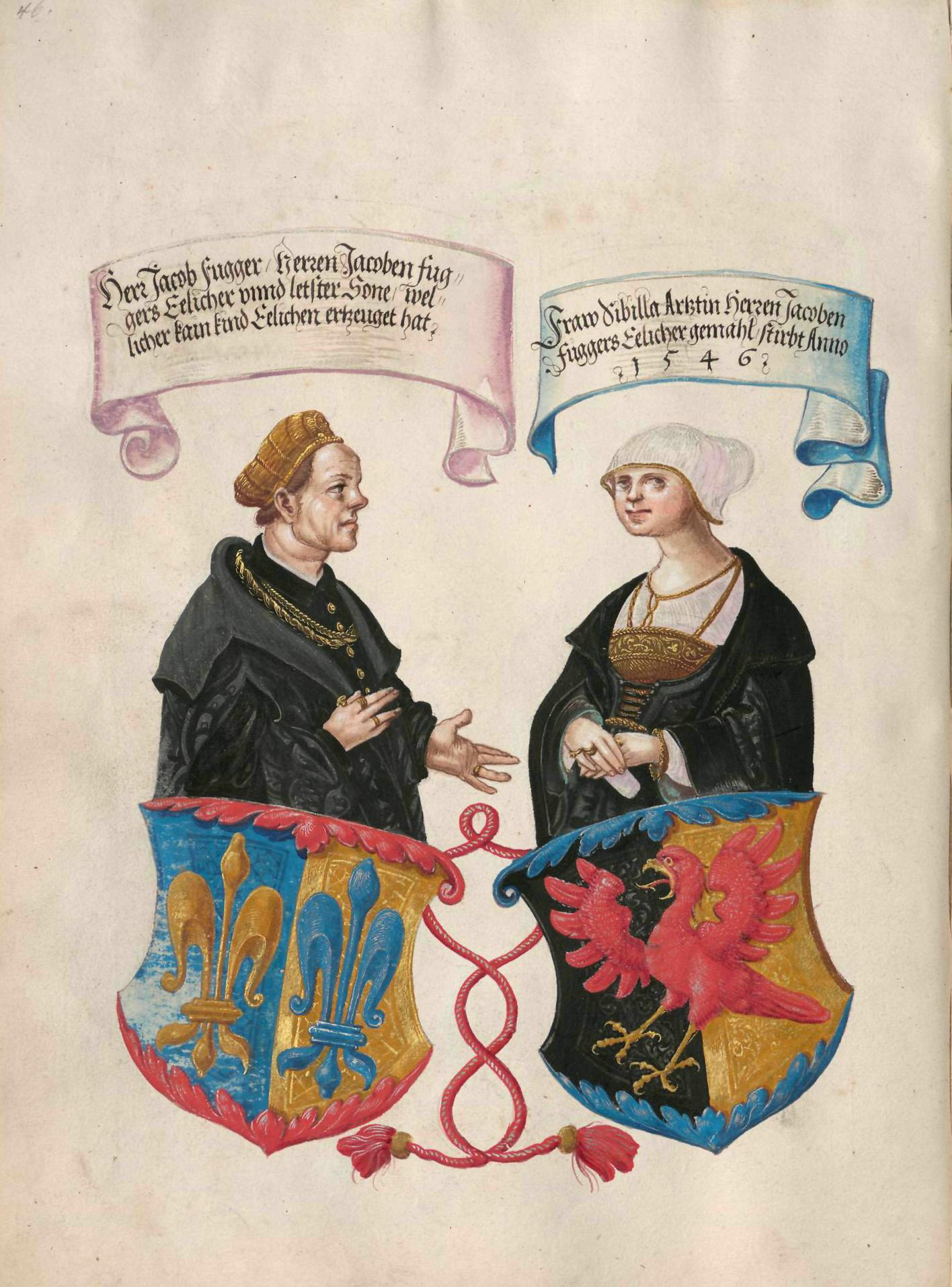
Jakob und Sibylla Fugger mit ihren Wappen im „Geheimen Ehrenbuch der Fugger“

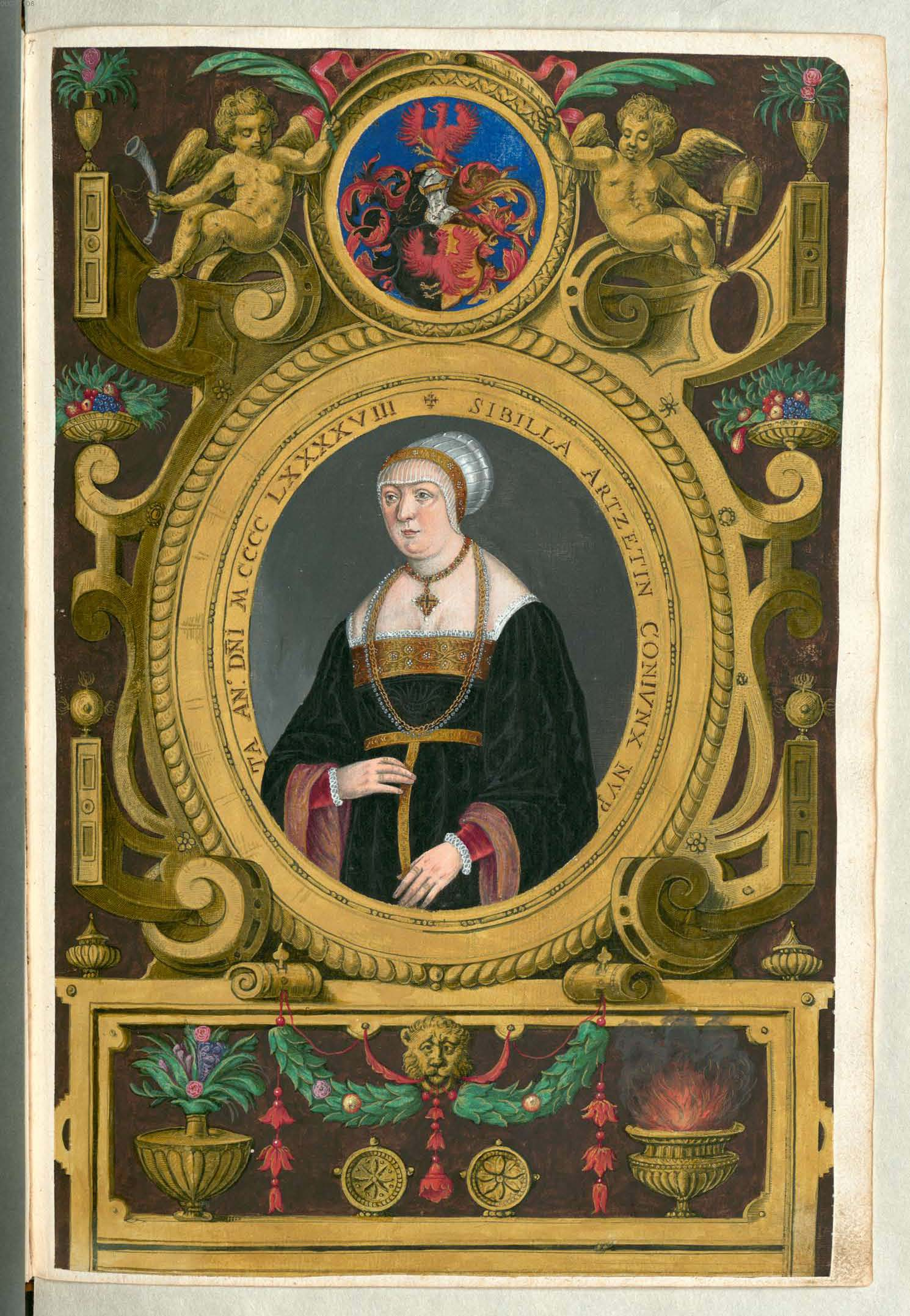
Sibylla Fugger im Fuggerorum et Fuggerarum imagines (1618)

Sibylla Fugger, später Sibylla Rehlinger, geborene Artzt (* um 1480 in Augsburg; † 1546 ebenda), war in erster Ehe mit Jakob Fugger dem Reichen (1459–1525) und in zweiter Ehe mit Konrad Rehlinger d. Ä. (1470–1556) verheiratet. Ihr Vorname wird in verschiedenen Quellen auch Sibilla, Sibylle oder Sybille geschrieben; ihr Nachname auch als Arzt, Artztin oder Artztein.

## Leben
Sibylla Artzt war die Tochter von Wilhelm Artzt und Sibylla Sulzer, einer sehr wohlhabenden und angesehenen Familie der Stadt. Anders als manchmal zu lesen ist, war sie keine Patrizierin. Sie war die Nichte des Zunftmeisters Ulrich Artzt, des späteren Bürgermeisters und Hauptmanns des Schwäbischen Bundes. 1498 wurde die 18-jährige Sibylla die Ehefrau des 39-jährigen Jakob Fugger. Die Mitgift der Braut betrug die hohe Summe von 5.000 fl. Von der Eheschließung existiert ein Hochzeitsbildnis mit der Versalien-Inschrift: „AM NEINTEN TAG IANVARI IM 1498 IAR IN DER GESTALT KAME WIR ZV SAME VIRWAR“. Das Hochzeitsbild ist das einzige authentische Bildnis der Sibylla Artzt. Es wird entweder Thoman Burgkmair oder seinem Sohn Hans Burgkmair dem Älteren zugeschrieben. Das Gemälde befindet sich in Privatbesitz in England.
Das von Jakob Fugger 1511 seiner Schwiegermutter abgekaufte Wohnhaus am Weinmarkt wurde das Zentrum des Fuggerischen Handelsimperiums: die Fuggerhäuser an der heutigen Maximilianstraße in Augsburg.
Über die 27 Jahre währende Ehe ist archivalisch nur wenig belegt. Jakob Fugger ließ sich und seine Frau 1510 in die Bruderschaft der Mönche von St. Ulrich aufnehmen und er kaufte Seelenämter. Er erwarb für seine Frau eine Grablege im Dominikanerkloster St. Magdalena.
Da die Ehe kinderlos geblieben war, teilte Jakob Fugger in seinen beiden Testamenten sein Erbe zwischen seinen Neffen auf und soll seine Frau weniger reichlich als im ersten Testament bedacht haben. Dass Sibylla Fugger vier Teile aus dem berühmten Burgunderschatz erhalten haben soll, ist widerlegbar. Jakob Fugger hatte 1504 vier Stücke des Schatzes angekauft, er verkaufte aber 1515 ein Stück davon, das sogenannte „Federlein“, an Kaiser Maximilian I. Sein Erbe Anton Fugger verkaufte 1542 ein anderes Teil, die „Drei Brüder“, an König Heinrich VIII. von England. Die beiden Teile „Rose“ und „Gürtelein“ blieben im Besitz der Fugger und wurden nicht Sibylla vermacht. Jakob Fugger verstarb am 30. Dezember 1525 und wurde in der Fuggerkapelle in der Kirche St. Anna begraben.
Um Erbstreitigkeiten mit ihren Neffen aus dem Weg zu gehen, verließ Sibylla Fugger die Fuggerhäuser und heiratete im Februar 1526 den verwitweten Kaufmann Konrad Rehlinger (1470–1556), der zum alten Patriziat der Reichsstadt gehörte und ein Freund Jakob Fuggers war, auf lutherische Art und konvertierte. Ihre zweite Ehe währte 20 Jahre; Konrad Rehlinger überlebte seine Frau um zehn Jahre. Sibylla ruht in der Familiengrablege der Rehlinger in der St. Annakirche. Es erinnern weder ein Stein noch eine Inschrift an sie.

### Populäre Sachbücher
- Barbara Günther: Sybille Fugger, die Frau Jakobs des Reichen. 1985, ISBN 3-798-702-357.
- Günter Ogger: Kauf Dir einen Kaiser. Die Geschichte der Fugger. Knaur, München 1979, ISBN 3-42603613-4.
- Peter Dempf: Das Amulett der Fuggerin. Lübbe, Bergisch Gladbach 2006.